# Вестернорланд (лен)
Лен Вестернорланд (на шведски: Västernorrlands län) е лен в северна Швеция. Граничи на север с лен Вестерботен, на запад с лен Йемтланд, на юг с лен Йевлебори, а на изток с Балтийско море. Административен център на лена е град Херньосанд.

## Общини в лен Вестернорланд
В рамките на административното си устройсто, лен Вестернорланд се разеделя на 7 общини със съответно население към 31 декември 2013 :
|  | - Йорншьолдсвик (Örnsköldsvik) с население 54 986 души; - Крамфорш (Kramfors) с население 18 450 души; - Онге (Ånge) с население 9548 души; - Солефтео (Sollefteå) с население 19 623 души; - Сундсвал (Sundsvall) с население 96 978 души; - Тимро (Timrå) с население 18 062 души; - Херньосанд (Härnösand) с население 24 509 души; |